# Droit international humanitaire
Pour les articles homonymes, voir DHI (homonymie) et Droit international.
Le droit international humanitaire (DIH) ou droit humanitaire international (DHI), appellation de ce qui est connu traditionnellement sous le nom droit de la guerre (ou droit des conflits armés) et des gens, est un ensemble de règles qui tend à limiter les effets des opérations de guerre, en particulier à l'égard des populations et des installations civiles et des personnes qui ne participent pas ou plus aux combats (prisonniers de guerre, réfugiés), ainsi qu'en limitant les objectifs, les moyens et les armes de guerre. Le DIH est également appelé « droit des conflits armés » et rassemble donc les normes minimales d'humanité devant être respectées dans ces situations armées.
Le droit international humanitaire fait partie du droit international qui régit les relations entre États. Il est formé par un ensemble de règles internationales d'origines coutumières et conventionnelles. Les conventions de Genève relatives à la guerre (notamment les quatre conventions de 1949 et leur premier Protocole additionnel de 1977) constituent les principaux traités applicables aux conflits armés internationaux.
Il ne s'applique que dans les situations de guerre (ius in bello). Il ne détermine pas si un État a ou non le droit de recourir à la force (ius ad bellum). Cette question est régie par une partie importante mais distincte du droit international, exposée en partie dans la Charte des Nations unies.

## Deux branches séparées
- Le jus ad bellum (droit de faire la guerre ou droit du recours à la force) : régit le recours à la force armée. C'est donc en amont de l'entrée en guerre et se fonde sur une série de critères déterminant si l'utilisation de la force armée serait licite[3]. Il est aujourd'hui essentiellement fondé sur les actes émis par le Conseil de sécurité des Nations unies et la légitime défense.

- Le jus in bello (droit dans la guerre ou droit international humanitaire) : Régit la manière de mener le conflit armé, et c'est le droit international humanitaire[4]. Son action se situe donc une fois que la guerre a éclaté. Le jus in bello vise alors à limiter les effets des conflits armés, à protéger les personnes qui ne participent pas ou plus aux hostilités et à restreindre les méthodes et moyens de guerre.

## Histoire
Le droit international humanitaire est un droit ancien. On remonte l'origine des règles actuelles du droit humanitaire, telles qu'elles sont codifiées dans les conventions de Genève, aux travaux d'Henry Dunant, fondateur de la Croix-Rouge. Cet homme d'affaires suisse s'est retrouvé en 1859 sur le champ de la bataille de Solférino et à la vue des atrocités, décida de ramener les corps des blessés au village sans faire de distinction quant à leurs nationalités. À la suite de cette expérience, ne pouvant sortir de son esprit les atrocités vécues lors de cette bataille, il entreprit la rédaction du livre Un souvenir de Solférino. Par cet ouvrage, publié en 1862, Henri Dunant souhaitait transmettre aux personnalités politiques et militaires européennes, l'idée que les souffrances des soldats devaient être réduites à l'avenir. Il appela ainsi à ce que tous les pays autorisent des organisations humanitaires fondées sur la neutralité à porter secours aux blessés, amis ou ennemis. Son appel se concrétisa en 1863 par la mise en place d'un comité international de secours aux blessés qui deviendra le Comité international de la Croix-Rouge. En 1864, la première convention de Genève consacrait la naissance du droit international humanitaire.

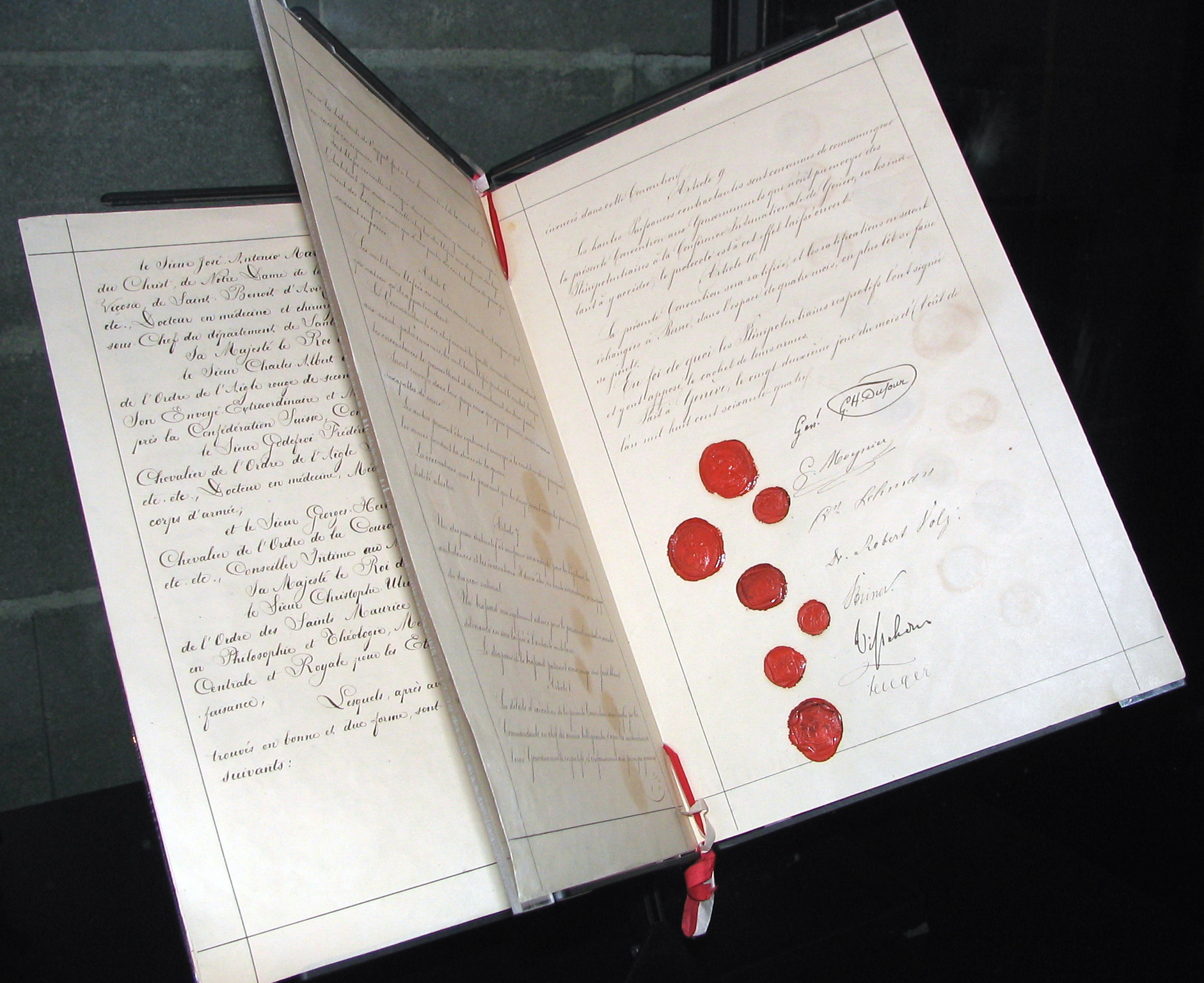
Document original de la première convention de Genève.

À cette époque, le droit international humanitaire ne règlementait que les conflits interétatiques, ou internationaux. Ce n'est qu'à partir des conventions de Genève de 1949 et du second protocole additionnel de 1977 que le DIH commence à prendre en considération les conflits non internationaux, plus couramment qualifiés de guerres civiles.[réf. souhaitée]

## Qualification du conflit
Pour être en mesure de connaître la règle applicable en droit international humanitaire, il est avant tout nécessaire de procéder à un mécanisme de qualification du conflit. Une fois le conflit qualifié, un régime juridique spécifique pourra alors s'appliquer.
Concernant la notion même de conflit armé, l'article 2 commun aux Conventions de Genève de 1949 et l'article 1 du Protocole additionnel II apportent quelques éléments de définition du conflit armé. Mais ce n'est qu'à partir de 1995 qu'une véritable définition a vu le jour. C'est en effet une décision du Tribunal pénal international pour l'ex-Yougoslavie (TPIY) qui a apporté la première définition claire d'un conflit armé, lors de l'affaire Duško Tadić. Le TPIY estimait alors qu'un « conflit armé existe chaque fois qu'il y a recours à la force armée entre États ou un conflit armé prolongé entre les autorités gouvernementales et des groupes armés organisés ou entre de tels groupes au sein d'un État ».
Enfin, le régime juridique applicable au conflit armé diffèrera si ce dernier revêt un caractère international, le recours aux forces armées oppose deux ou plusieurs Etats, ou non-international, il oppose des forces armées gouvernementales à un ou plusieurs groupes armés, ou alors des groupes armés entre eux .
Aussi, une distinction importante est à faire avec les troubles intérieurs et tensions internes qui ne sont pas considérés comme des conflits armés.
On parle de "troubles et tensions internes", ou TTI, dès lors que des troubles se produisent à l'intérieur d'un territoire étatique. L'article 1§2 du Protocole additionnel II cite comme exemple « les émeutes, les actes isolés et sporadiques de violences, ou actes analogues ». Ils ne sont pas considérés par le droit international comme faisant partie des conflits armés et ne relèvent donc pas du droit international humanitaire. C'est le droit interne de l'État concerné qui trouvera alors à s'appliquer. Les émeutes de 2005 dans les banlieues françaises constituent un exemple concret de troubles et tensions internes.
Si cette situation évolue, que des troubles durables s'installent et qu'un ou des groupes armés organisés se retrouvent à la tête des violences, une qualification en conflit armé pourra alors être envisagée, et le DIH tiendra lieu de s'appliquer.

### Conflits armés non-internationaux
Les conflits armés non-internationaux, ou CANI, peuvent être distingués selon leur source juridique : 
- Les CANI relevant de l'art. 3 commun CG
- Les CANI entrant dans le champ d'application du Protocole additionnel aux Conventions de Genève du 12 août 1949 relatif à la protection des victimes des conflits armés non internationaux (Protocole additionnel II).

Qu'il s'agisse d'un CANI de haute ou de basse intensité, l'article 3 commun aux quatre conventions de Genève trouve à s'appliquer.
Les personnes participant aux hostilités lors d'un CANI ne peuvent pas se prévaloir du statut de combattant tel qu'il est défini par les conventions de Genève, et ils ne pourront donc pas se prétendre prisonniers de guerre en cas d'arrestation.
Au niveau de la temporalité, le conflit armé se voit appliquer les garanties du DIH dès que la violence atteint le degré d'intensité requis et, selon l'arrêt Tadìc (§70), "jusqu'à ce qu'un règlement pacifique soit atteint".

#### Article 3 commun des Conventions de Genève
Ceux-ci sont caractérisés par un conflit armé ne présentant pas un caractère international surgissant sur le territoire de l'une des hautes parties contractantes aux conventions de Genève.
Le conflit doit opposer :
- soit un État contre un ou des groupes armés
- soit un groupe armé contre un autre groupe armé.

Dans l'arrêt "Tadìc", un conflit armé non international est défini comme étant "un conflit armé prolongé entre les autorités gouvernementales et des groupes armés organisés ou entre de tels groupes au sein d'un Etat". L'arrêt du TPIY, Le Procureur c. Ramush Haradinaj, Idriz Balaj et Lahi Brahimaj  a précisé que le terme "prolongé" retenu dans l'arrêt Tadìc se rapporte à l'intensité des violences plutôt qu'à leur durée. Cet arrêt a également précisé que le(s) groupe(s) armé(s) doit/doivent être suffisamment organisé pour s'affronter avec des moyens militaires.
Il en ressort donc que, pour avoir un CANI, il faut que le conflit en question ait atteint un certain seuil d'intensité, un critère factuel (il est analysé sur les circonstances concrètes de la situation, c'est une question de fait) qui sert à différencier le conflit en question du recours à la force interne pour le maintien de l’ordre public, et  il faut également que la force rebelle ait atteint un certain seuil d'organisation.
Le Protocole additionnel II est venu apporter une définition a contrario du conflit de basse intensité. Il y est en effet défini comme une situation ne répondant pas aux conditions de l'article 1§1 du même Protocole qui définit le CANI de haute intensité.

#### Protocole additionnel II
Au vu de son intensité, un conflit peut se voir appliquer également le Protocole additionnel II, qui contient davantage de garanties.
On retrouve une définition plus restrictive du conflit armé non-international à l'article 1§1 du Protocole additionnel II. L'article précise d'abord que le Protocole II vient compléter l'article 3 commun relatif aux conflits armés non-internationaux, et qu'il s'appliquera à tous les conflits armés non couverts par le Protocole I sur les conflits armés internationaux. Le texte ajoute que pour entrer dans le champ d'application du second Protocole, le conflit doit se dérouler sur le territoire d'une Haute Partie Contractante entre ses forces armées et des forces armées dissidentes ou des groupes armés organisés. Ces groupes ou forces armées doivent se trouver sous la conduite d'un commandement responsable et doivent exercer sur une partie du territoire un contrôle effectif tel qu'il leur permet de mener des opérations militaires continues et concertées et d'appliquer le Protocole II.
Si l'une des conditions posées par cet article n'est pas remplie, une qualification en CANI de basse intensité pourra alors être envisagée.
Le conflit armé non-international de haute intensité se distingue donc des conflits de basse intensité par l'importance accordée au commandement de la force armée. La force combattant l'armée nationale doit être alors structurée hiérarchiquement, et avoir le contrôle sur une partie du territoire. C'est en ce sens que l'intensité de l'atteinte à la souveraineté de l'État est plus importante que dans les conflits de basse intensité.
Cependant, comme le Protocole II n'envisageait pas la question d'un conflit entre deux bandes armées organisées, l'arrêt Tadic de la chambre d'appel du TPIY datant 1995 est venu y apporter une réponse. Tout en apportant une définition du conflit armé non-international, celui-ci est venu préciser qu'il pouvait s'agir d'un conflit opposant deux groupes armés organisés.

### Conflits armés internationaux
Les conflits armés internationaux, ou CAI, sont définis à l'article 2 commun aux conventions de Genève de 1949. Il précise alors que la convention s'appliquera en cas de « guerre déclarée ou de tout autre conflit armé surgissant entre deux ou plusieurs États, même si l'état de guerre n'est pas reconnu par l'une ou l'autre des parties ». L'emploi des termes « ou de tout autre conflit » sous-entend qu'une déclaration de guerre n'est pas nécessaire pour la qualification d'un conflit en CAI.
L'article 1§4 du Protocole I est venu rajouter qu'un conflit armé sera qualifié d'international si les peuples parties au conflit « luttent contre la domination coloniale et l'occupation étrangère et contre les régimes racistes dans l'exercice du droit des peuples à disposer d'eux-mêmes ».
Les personnes participant alors à un CAI pourront bénéficier des statuts de combattant ou, en cas d'arrestation, de prisonnier de guerre, tels qu'ils sont définis par la troisième convention de Genève et le Protocole I.

### Internationalisation d'un conflit
Diverses situations peuvent amener au changement de qualification d'un conflit, de CANI à CAI. On parle alors d'une internationalisation du conflit.

#### Internationalisation par l'intervention d'un État tiers
On parle de l'intervention d'un État tiers, quand un État intervient aux côtés d'une partie dans un conflit armé non-international préexistant. Lorsque ce dernier intervient aux côtés du groupe armé contre l'Etat territorial, le conflit armé est "internationalisé" et, par conséquent, le DIH d'un conflit armé international s'applique.
Dans la pratique, de nombreuses parties à des conflits non-internationaux sont appuyées par une aide extérieure, notamment sous la forme d'envoi d'équipement militaire. La qualification en conflit internationalisé reste cependant délicate.
En 1986, la Cour internationale de justice (CIJ) avait tenté d'apporter une solution lors de l'affaire opposant le Nicaragua aux États-Unis. Lors de ce procès, la Cour avait énoncé que la responsabilité des États-Unis ne pouvait être engagée que s'il était établi qu'ils avaient « le contrôle effectif des opérations militaires ou paramilitaires au cours desquelles les violations en question se seraient produites ». Mais la CIJ ne définissait pas clairement ce qu'elle entendait par « contrôle effectif ».
Dans l'affaire Tadic de 1999, la Chambre d'appel du Tribunal pénal international pour l'ex-Yougoslavie (TPIY) avait opéré un assouplissement en remplaçant le terme de contrôle effectif par celui de contrôle global. Celui-ci allait plus loin que le contrôle effectif proposé par la CIJ dans le sens qu'une plus ou moins grande participation d'un État tiers à la planification d'opérations militaires suffisait à internationaliser le conflit.
Par la suite, la CIJ dans son affaire Bosnie-Herzégovine c. Serbie-et-Monténégro de 2007 a précisé que le critère du contrôle globale peut être pertinent et adéquat pour déterminer si un conflit armé présente ou non un caractère international.
Cependant, ce qui est également indiqué par la CIJ dans son affaire Bosnie-Herzégovine c. Serbie-et-Monténégro de 2007, « [p]our que la responsabilité juridique de [l'Etat tiers intervenant] soit engagée, il devrait en principe être établi qu'[il avait] le contrôle effectif des opérations militaires ou paramilitaires au cours desquelles les violations en question se seraient produites» .
En résumé, lorsqu'un tiers intervient dans un conflit armé non international préexistant aux côtés de la force rebelle, il faut se demander si cet Etat exerce un contrôle global sur cette dernière pour pouvoir qualifier le conflit d'international, cependant pour pouvoir engager la responsabilité de l'Etat tiers et lui attribuer la conduite, il faut se demander s'il exerce un contrôle effectif sur le groupe armé.
Dans l'hypothèse où un conflit se voit internationalisé, il est important de préciser que ce même conflit peut se voir être doublement qualifié, une situation peut de ce fait « entraîne[r] la coexistence d’un conflit armé international et d’un conflit armé non international».
Par ailleurs, l'Académie de droit international humanitaire et de droits humains de Genève a créer le projet Rule of Law in Armed Conflicts (RULAC) qui est un site web accessible à un large public, qui identifie et classifie les conflits armés et il fournit des informations importantes sur ces derniers.

#### Question de l'internationalisation par l'intervention des Nations unies
L'Organisation des Nations unies peut intervenir dans un conflit en se fondant sur:
- Les articles 43 et suivants de la Charte des Nations unies, disposant que les États membres de l'ONU peuvent mettre à disposition du Conseil de sécurité une force armée. Dans ce cas de figure, ce serait « l'armée de l'ONU » qui interviendrait et les règles de l'intervention d'un État tiers viendraient à s'appliquer. Ces articles n'ont cependant jamais été appliqués.

- L'envoi d'une force de maintien de la paix dotée d'un mandat coercitif (comme la mission de l'ONUC en 1962 au Congo ou celle de la FORPRONU durant la crise yougoslave). Dans ce cas de figure, la réponse diverge en fonction des positions doctrinales. Certains auteurs estiment que le conflit s'internationalise uniquement en cas d'affrontement entre les troupes de maintien de la paix et l'une des parties au conflit[22]. Pour d'autres, la seule présence de forces de maintien de la paix suffit à internationaliser le conflit[23].

## Champs d'application du droit international humanitaire
la DIH couvre deux champs d'applications précis :
1. le « droit de Genève » qui protège ceux qui ne participent pas ou plus au combat, c'est-à-dire principalement la population civile et les militaires hors de combat, blessés ou prisonniers.
2. le « droit de La Haye » qui fixe les droits et obligations des parties au combat dans la conduite des hostilités, limite le choix des moyens de guerre et interdit d'employer des armes ou des méthodes de guerre de nature à causer des pertes inutiles ou des souffrances excessives.

### Protection des civils
Le DIH protège tout particulièrement les civils ne participant pas aux hostilités. La convention IV de Genève de 1949 leur est entièrement consacrée. Toutefois, il est admis que des opérations militaires puissent causer des victimes civiles, Luis Moreno Ocampo, procureur de la Cour pénale internationale  a écrit en 2006 que le droit humanitaire international et le Statut de Rome permettent que des opérations des belligérants conduisent des attaques proportionnées contre des objectifs militaires même lorsque cela peut causer des victimes parmi les civils. Une attaque viole cette réserve quand elle est dirigée intentionnellement contre des civils (principe de discrimination) ou qu'elle vise en connaissance de cause un objectif militaire qui peut entraîner des pertes civiles clairement excessives par rapport à l'avantage militaire qu'elle peut apporter (principe de proportionnalité).
Le DIH admet donc la mort de civils lors de l'engagement d'une frappe contre une cible ennemie si le nombre de civils tués est inférieur à une « valeur seuil des victimes non-combattantes » (en anglais "non-combatant casualty cut-off value" ou NCV). Ce nombre, apprécié au cas par cas, selon les conflits et les opérations, varierait de 0 à 30 morts civils acceptables par frappe. La difficile estimation statistique des non-combattants sur une cible potentielle concerne plus particulièrement les opérateurs des drones de combat. Cette doctrine introduite en 2003, lors de l'invasion de l'Irak est un facteur contribuant à l'augmentation du nombre de victimes civiles dans la lutte anti-terroristes.
Un civil n'a pas le droit de participer au conflit. Un civil ayant participé au conflit sans en avoir le droit peut être légalement jugé pour cela et ne se verra pas octroyé le statut de combattant</refnec>.
Le DIH distingue aussi les civils ne participant pas au conflit de ceux y prenant une part active. Le Protocole I de 1977 sur les Conflits Armés Internationaux en ses articles 43 et 44 définit les critères permettant de distinguer civils et miliciens/partisans/guérilleros. Ainsi, les civils organisés en groupe organisé et répondant aux critères de l'article 44 peuvent dans certains cas se voir reconnaître le statut de prisonnier de guerre.

### Restrictions des moyens de guerre
Le DIH interdit entre autres les moyens et les méthodes militaires qui :
- Ne font pas la distinction entre les combattants et les civils, de façon à épargner la population civile, les personnes civiles et les biens de caractère civil ;
- Causent des maux superflus ;
- Provoquent des dommages graves et durables à l'environnement.

Par conséquent, le DIH a interdit l'emploi de nombreuses armes, dont les balles explosives, les armes biologiques et chimiques, les armes à laser aveuglantes et les mines antipersonnel (voir #Mise en œuvre du droit international humanitaire).

## Les nombreuses violations du DIH
Nombreuses sont les violations du droit international humanitaire. Il faut se dire que les auteurs des violations imaginent des « choses » de plus en plus horribles et généralement ceux qui en souffrent sont le plus souvent les populations civiles.
Toutefois parmi les violations les plus graves et les plus connues du DIH nous pouvons citer;
- les crimes contre l'humanité
- les crimes de guerre
- le crime de génocide
- les crimes d'agression...

### Le respect du DIH: les sanctions possibles
Le droit de la guerre, a été transgressé, mais il a été surtout observé. En cas de transgressions, le DIH prévoit toute une batterie de sanctions.
- Premier type de sanction: Les rétorsions, c’est-à-dire, la réaction d'un belligérant aux actes illicites du belligérant adverse.
- Deuxième type de sanction: La mise en responsabilité internationale de l'État, c’est-à-dire, la réparation des dommages illicites causés par un État.
- Troisième type de sanction: Sanctions pénales, c’est-à-dire l'obligation de réprimer les fauteurs de crimes internationaux.
- Quatrième type de sanction: Mobilisation de l'opinion, c’est-à-dire, le devoir d'informer la population grâce à la circulation de l'information.

Cependant, ces sanctions présentent des défauts. Les sanctions du deuxième et troisième type sont des sanctions ex-post facto (après les faits), et ne sont qu'à l'encontre d'une partie vaincue. Le quatrième type dépend de l'accès à l'information d'une population, de sa diffusion ainsi que de son impact.
À propos des sanctions deux et quatre, après un conflit, les États préfèrent rétablir des relations diplomatiques normales, plutôt que de longues procédures, afin d'œuvrer à la réconciliation. Quant aux Nations unies, elles privilégient le rétablissement de la paix.
En conclusion, même si les sanctions sont plus théoriques que pratiques, la guerre n'est pas en dehors du Droit car on retrouve la dialectique permis/interdit. Si le jus in bello paraît essentiellement violable, cela s'explique par la nature même de ce droit. Il s'agit d'un droit entre ennemis. De même que l'on ne confond pas commerce et escroquerie, on ne confondra pas acte de guerre et crime de guerre.